# مایکل کارراس
مایکل کارراس (انگلیسی: Michael Carreras؛ ۲۱ دسامبر ۱۹۲۷ - ۱۹ آوریل ۱۹۹۴) یک کارگردان و تهیه‌کننده اهل بریتانیا بود.
وی تهیه‌کننده فیلم‌هایی همچون شی، پیه‌اش را به تنت بمال و پرتقال خونی بوده است.